# 淘沙镇
淘沙镇，是中华人民共和国江西省宜春市丰城市下辖的一个乡镇级行政单位。

## 行政区划
淘沙镇下辖以下地区：
淘沙社区、石门村、罐坑村、邓圩村、中社村、榆塘村、坪上村、枫树村、北泽村、鄢坑村、岭源村、塔头村、淘沙村、埠下村、前坊村、桥亭村、罗家村、后坊村、苟荔村、朱家村和斗溪村。